# H. P. Lovecraft
Œuvres principales
- La Couleur tombée du ciel
- Le Cauchemar d'Innsmouth
- Dans l'abîme du temps
- L'Appel de Cthulhu
- Les Montagnes hallucinées

Howard Phillips Lovecraft (prononcé : /ˈhaʊɝd ˈfɪlɪps ˈlʌvkɹæft/), né le 20 août 1890 à Providence (Rhode Island) et mort le 15 mars 1937 dans la même ville, est un écrivain américain connu pour ses récits fantastiques, d'horreur et de science-fiction (weird fiction).
Ses sources d'inspiration, tout comme ses créations, se réfèrent à la notion d'horreur cosmique, selon laquelle l'être humain est insignifiant à l'échelle du cosmos qui lui est profondément étranger. Ceux qui raisonnent véritablement, comme ses protagonistes, mettent toujours en péril leur santé mentale. On lie souvent Lovecraft au mythe qu’il a créé, le mythe de Cthulhu, pour employer l’expression d’August Derleth : l'ensemble des mythes de l'univers de Lovecraft constituaient pour l'auteur une sorte de « panthéon noir », une « mythologie synthétique » ou un « cycle de folklore synthétique ». Il voulait montrer essentiellement que le cosmos n’est pas anthropocentrique, que l’être humain, forme de vie insigniﬁante parmi d’autres, est loin de tenir une place privilégiée dans la hiérarchie inﬁnie des formes de vie. Ses travaux sont profondément pessimistes et cyniques et remettent en question le Siècle des Lumières, le romantisme ainsi que l'humanisme chrétien,. Les héros de Lovecraft éprouvent en général des sentiments qui sont à l'opposé de la gnose et du mysticisme au moment où, involontairement, ils ont un aperçu de l'horreur en guise de réalité.
Bien que le lectorat de Lovecraft fut limité de son vivant, sa réputation évolua au fil des décennies et il est à présent considéré comme l'un des écrivains d'horreur les plus influents du XXe siècle. Avec Edgar Allan Poe, il a exercé « une influence considérable sur les générations suivantes d'écrivains d'horreur ».
Stephen King a dit de lui qu'il était « le plus grand artisan du récit classique d'horreur du vingtième siècle »,.

## Biographie

### Jeunesse

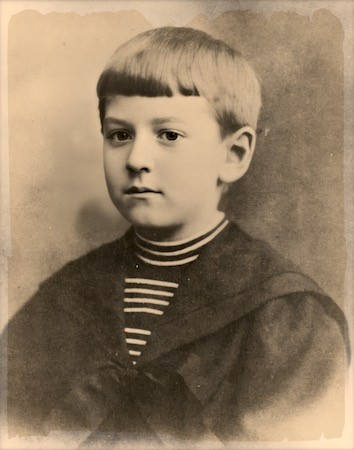
Lovecraft vers 9 ans.

Lovecraft naît le 20 août 1890, à 9 h du matin, dans la résidence familiale située au 194 Angell Street à Providence dans l'État du Rhode Island (la maison sera détruite en 1961). Il est le fils unique de Winfield Scott Lovecraft (1853-1898), un commerçant ambulant qui vend des bijoux et des métaux précieux, et de Sarah Susan Phillips Lovecraft dont la généalogie, aux États-Unis, remonte à l'époque de la colonie de la baie du Massachusetts, en 1630. Ses parents se sont mariés alors qu'ils avaient plus de trente ans, ce qui est tardif à l'époque. En 1893, alors que le petit Lovecraft n'a que trois ans, son père, en voyage d'affaires, est atteint de démence dans un hôtel de Chicago. Ramené à Providence, il est placé au Butler Hospital (en) où il restera jusqu'à sa mort, en 1898. Lovecraft a toujours affirmé que son père était mort des suites d'une paralysie provoquée par une « fatigue nerveuse », mais il est à présent presque certain que la cause de la mort était une paralysie générale. On ne sait pas si le jeune Lovecraft était au courant du mal dont souffrait son père (vraisemblablement la syphilis), mais il est probable que sa mère l'était, ayant même reçu des doses d'arsenic à titre préventif.

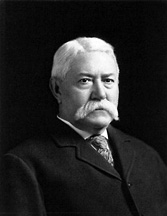
Whipple Phillips, grand-père maternel de Lovecraft.

Après l'hospitalisation de son père, Lovecraft est élevé par sa mère, ses deux tantes, Lillian Delora Phillips et Annie Emeline Phillips, et par son grand-père maternel, Whipple Van Buren Phillips. Ils résident tous les cinq dans la demeure familiale. Lovecraft est surdoué, récite des poèmes par cœur à trois ans, écrit ses premiers à six. Son grand-père l'encourage à lire et lui procure des classiques comme Les Mille et Une Nuits, Age of Fable de Thomas Bulfinch et des versions pour enfants de l’Iliade et de l’Odyssée. Ce même grand-père intrigue d'ailleurs le jeune Lovecraft en lui racontant ses propres histoires gothiques.
Enfant, Lovecraft est fréquemment malade, peut-être de manière psychosomatique, bien qu'il attribuât ses souffrances à des causes purement physiologiques. L'idée selon laquelle il aurait souffert de la syphilis de manière congénitale a été invalidée. Par ailleurs, à cause de sa condition physique médiocre et de son caractère effronté, il n'est jamais allé à l'école avant l'âge de huit ans et en a été retiré après à peine un an. À la même époque, il lit beaucoup d'écrits scientifiques et astronomiques et, quatre ans plus tard, il entre au lycée de Hope Street. On pense par ailleurs que Lovecraft a très vite souffert de terreur nocturne, un trouble paroxystique rare, qui influencera beaucoup ses travaux futurs.

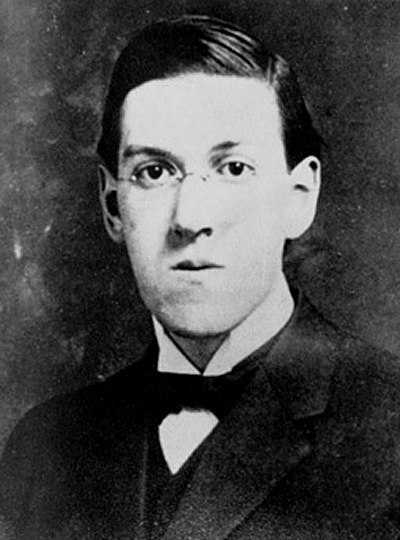
Lovecraft en 1915.

La mort de son grand-père maternel, le 28 mars 1904, l'affecte énormément. À cause de la mauvaise gestion du patrimoine de ce dernier, la famille se retrouve presque sans le sou et doit déménager au 598 Angell Street. Lovecraft est tellement dérouté par cette perte qu'il pense un moment au suicide. En 1908, avant de recevoir son diplôme, il fait une crise de ce qu'il qualifiera plus tard de « dépression nerveuse » ; il ne recevra ainsi jamais son diplôme, même s'il affirme ensuite le contraire pendant très longtemps. S. T. Joshi suggère dans sa biographie que l'une des causes principales de cette dépression a été l'incapacité de Lovecraft à comprendre les mathématiques, une matière qu'il devait maîtriser pour devenir astronome professionnel. Cet échec (il ne put étudier à la Brown University) a pendant longtemps été une source de déception et de honte pour lui.
Lovecraft écrit de la fiction dans sa jeunesse : au printemps 1904, il rédige la première ébauche de son plus ancien conte conservé, La Bête dans la caverne, avant d'en achever la rédaction le 21 avril 1905. De 1908 à 1913, il se consacre surtout à la poésie. Pendant cette période, il vit comme un ermite et n'a de contact qu'avec sa mère. Ceci change après avoir contacté Argosy, un « pulp magazine », à propos du caractère insipide des histoires d'amour de l'un des écrivains populaires de la revue. S'ensuit un débat dans les colonnes du magazine qui attire l'œil d'Edward F. Daas, le président de la United Amateur Press Association (UAPA), qui invite Lovecraft à le rejoindre : il adhère à l'association le 6 avril 1914 avant d'en devenir le premier vice-président (élu en juillet 1915), le rédacteur en chef (juillet 1917) puis le président élu fin juillet 1917. L'UAPA revivifie Lovecraft et l'incite à publier des poèmes et des essais. En 1915, il publie son propre fanzine The Conservative, et crée l'année suivante un club de correspondance. En 1917, poussé par ses correspondants, il retourne à la fiction et écrit « La Tombe » et « Dagon ». Cette dernière est son premier écrit publié de manière professionnelle dans The Vagrant, en novembre 1919, et dans Weird Tales, en 1923. À la même époque, il commence à se constituer un carnet d'adresses consistant. Ses correspondances, longues et fréquentes, font de lui l'un des épistoliers les plus productifs du siècle. On compte parmi ses contacts : Robert Bloch, Clark Ashton Smith et Robert E. Howard.
En 1919, après avoir souffert de dépression pendant une longue période, la mère de Lovecraft entre au Butler Hospital, comme son mari avant elle. Elle écrit néanmoins fréquemment à son fils et ils restent très proches jusqu'à sa mort, le 21 mai 1921, après des complications consécutives à une opération de la vésicule biliaire. Lovecraft est effondré.

### Mariage et New York

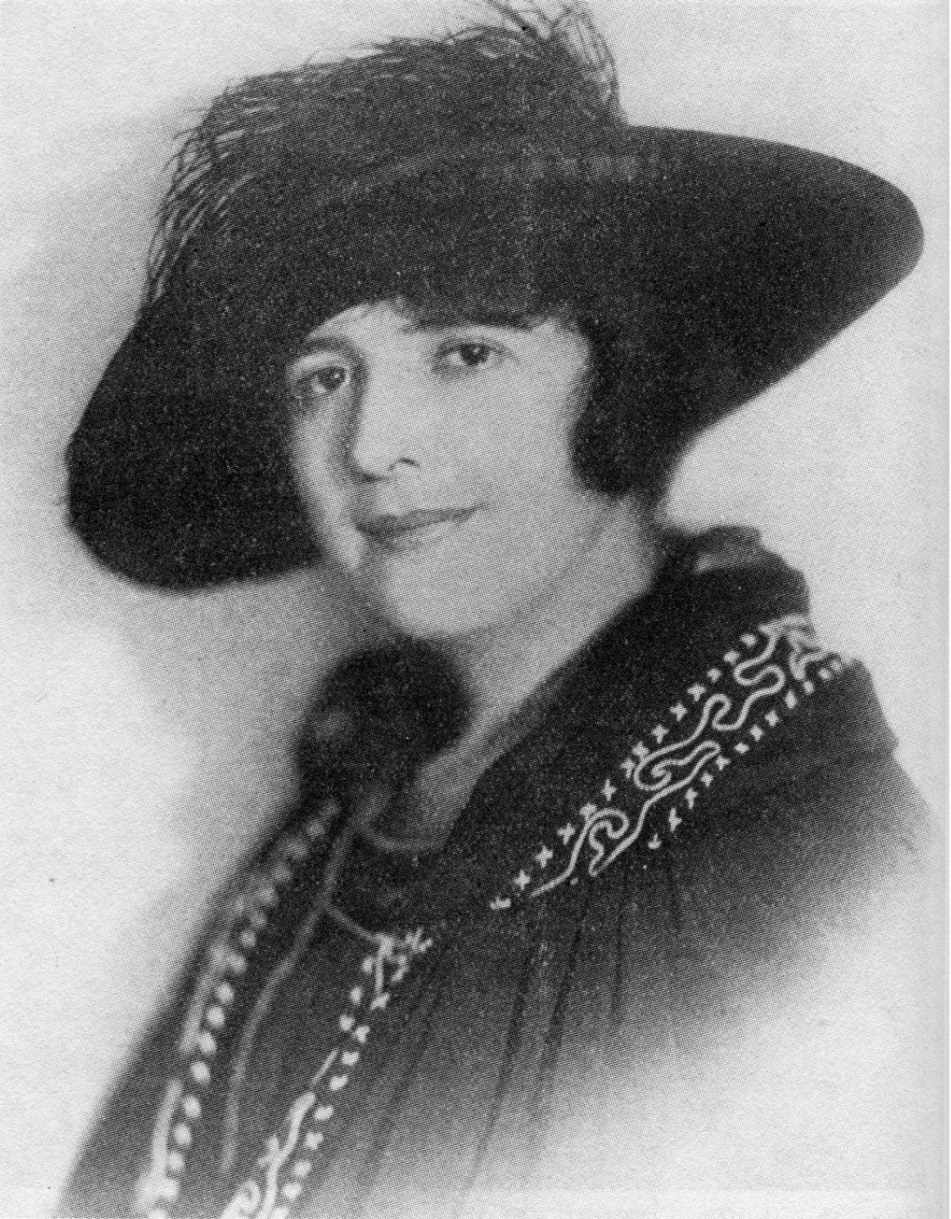
Sonia Greene.

Quelques semaines plus tard, Lovecraft assiste à un congrès de journalistes amateurs à Boston lors duquel il rencontre Sonia Greene. Née en 1883, elle est d'origine juive et ukrainienne. Ils se marient, le 3 mars 1924, dans la chapelle Saint-Paul sise au sud de l'arrondissement de Manhattan, dans la ville de New York puis le couple emménage à Brooklyn, au no 259 de Parkside Avenue. Les tantes de Lovecraft ne sont guère enchantées par cette union car elles n'apprécient pas que leur neveu se marie à une commerçante (Greene était propriétaire d'une chapellerie). Au départ, Lovecraft aime beaucoup New York, mais, très vite, le couple doit faire face à des difficultés financières. Greene perd son commerce, elle est en mauvaise santé. Lovecraft n'a pas assez d'argent pour vivre, et sa femme déménage à Cleveland pour trouver du travail. L'auteur vit alors seul dans le quartier de Red Hook, et se met à détester cette ville (situation similaire à celle de la nouvelle semi-autobiographique Lui). L'écrivain Michel Houellebecq considère ce sentiment décourageant d'incapacité à garder quelque emploi que ce soit au milieu d'une population si dense d'immigrés (tout à fait inconciliable avec l'idée que Lovecraft avait de lui-même en tant qu'Anglo-Saxon) comme le facteur ayant fait de son racisme une peur absolue qu'il exprimera dans la nouvelle Horreur à Red Hook.
Quelques années plus tard, Lovecraft et Sonia divorcent à l'amiable, mais la procédure n'aboutit jamais tout à fait. Le 17 avril 1926, il revient vivre à Providence.

### Retour à Providence
De retour à Providence, Lovecraft s'installe dans une « maison brune et spacieuse de style victorien » au 10 Barnes Street où il demeurera jusqu'en 1933. C'est d'ailleurs l'adresse du Dr Willett dans L'Affaire Charles Dexter Ward. Cette période des dix dernières années de la vie de l'auteur est également la plus prolifique : c'est à cette époque qu'il publie la quasi-totalité de ses écrits les plus connus grâce à Weird Tales, comme Les Montagnes hallucinées. Il est également prête-plume sur Le Tertre, La Mort ailée, Prisonnier des Pharaons (pour Harry Houdini), et Le Journal d'Alonzo Typer.

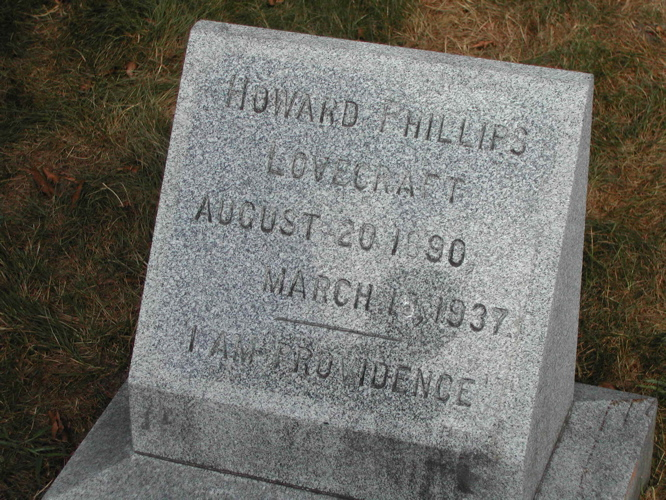
Tombe de l'auteur.

Malgré ses efforts, il ne parviendra jamais à gagner de l'argent. Il doit déménager avec sa dernière tante dans un logement plus petit et inconfortable. Il est par ailleurs très affecté par le suicide de Robert E. Howard en 1936, avec lequel il entretenait une relation épistolaire. La même année, on lui découvre un cancer de l'intestin, tandis qu'il souffre de malnutrition. Il vit dans une douleur permanente jusqu'à sa mort, le 15 mars 1937.
Le nom de Lovecraft est inscrit parmi ceux de ses parents et du reste de sa famille sur le monument familial. Mais ce n'était pas assez pour ses fans et, en 1977, un groupe de particuliers collecte des fonds pour lui offrir sa propre stèle. Ils y font inscrire son nom, ses dates de naissance et de décès ainsi que cette phrase « JE SUIS PROVIDENCE » (« I AM PROVIDENCE »), un aphorisme retrouvé dans ses lettres.

#### Le Reclus de Providence?
Dans l'après-guerre, la vie de Lovecraft sera surtout perçue à travers son attachement pour Providence, à tel point qu'est né l'expression « Reclus de Providence ». Lovecraft serait quelqu'un de très sédentaire ne quittant jamais la Nouvelle-Angleterre, sa ville, sa maison, voire sa chambre, comme l'indique sa biographie Larousse. Ce jugement a été révisé à partir des années 1990 et l'étude de son importante correspondance. Dépassant les idées reçues, il était bien entouré par ses amis, voyageait beaucoup en Amérique du nord (il se rend à plusieurs reprises à Québec), naviguant entre le Canada et la Floride. Pauvre, ce qui limitait les voyages de Lovecraft était avant tout sa situation financière, comme en témoigne ses astuces pour voyager à peu de frais (en prenant les premiers et derniers ferries, bus, cars). Mais il tenait à régulièrement se déplacer, François Bon, dit avoir rarement vu un écrivain avec une telle "bougeotte", qui s'attachait à voyager du printemps à l'automne.

## Les écrits de Lovecraft
(juillet 2016).

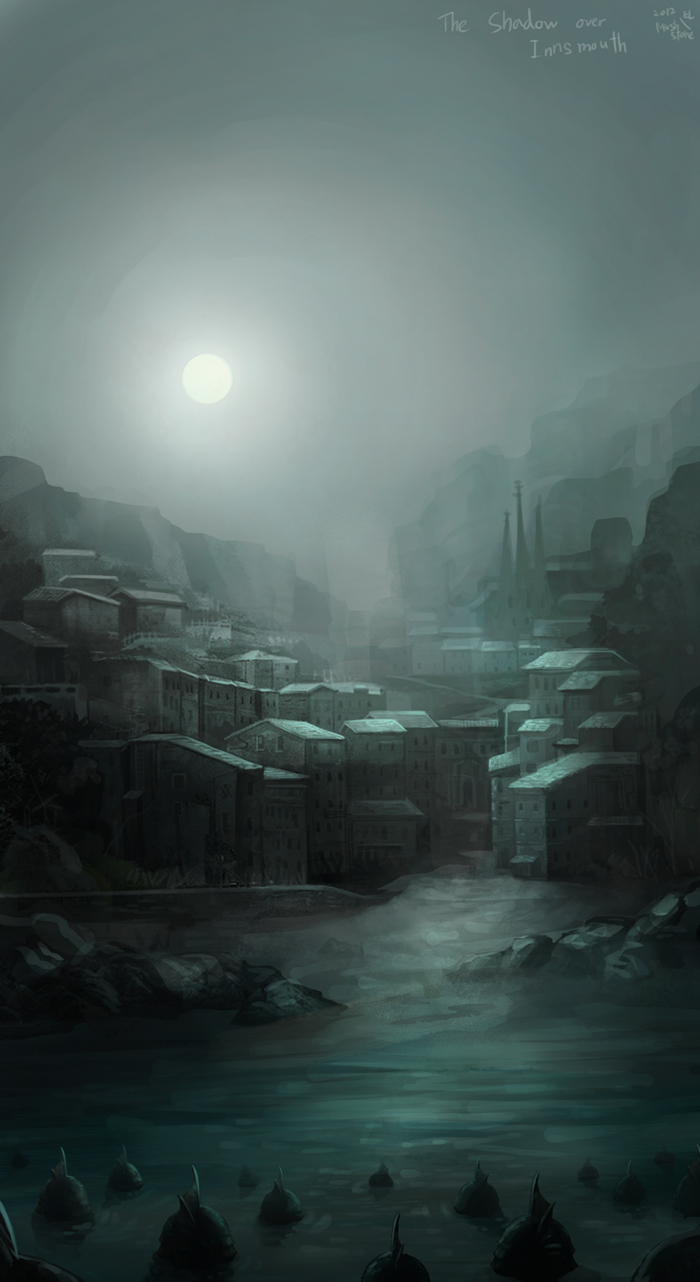
Le Cauchemar d'Innsmouth,
illustration de Mushstone.

Le nom de Lovecraft est associé à l'horreur ; ses écrits, notamment ceux du Mythe de Cthulhu (terme que n'a cependant jamais employé Lovecraft, mais qui sera utilisé par August Derleth), ont influencé des auteurs partout dans le monde et on retrouve des éléments lovecraftiens dans des romans, des films, de la musique, des bandes dessinées, des dessins animés et des jeux vidéo. De nombreux écrivains contemporains (Stephen King, Bentley Little, Joe R. Lansdale, Alan Moore, Neil Gaiman et Charles Stross, entre autres) ont cité Lovecraft comme source d'inspiration principale de leur œuvre.
Quoi qu'il en soit, sa vie durant, Lovecraft ne rencontra jamais la célébrité : même si ses histoires sont publiées dans de grands pulp magazines comme Weird Tales, peu de gens connaissent son nom. Il correspond cependant sur une base régulière avec d'autres écrivains comme Clark Ashton Smith et August Derleth, qui deviendront de bons amis même s'ils ne se sont jamais rencontrés. Ce groupe de correspondants est connu sous le nom de « Lovecraft Circle » puisqu'ils empruntent tous, à leur guise, des éléments des histoires de l'auteur (les noms de lieux, de dieux, de livres occultes), ce qui ne déplut d'ailleurs pas à ce dernier.
Après la mort de Lovecraft, le Lovecraft Circle ne disparaît pas. En fait, August Derleth est probablement le plus prolifique de ces écrivains, mais ses contributions sont pour le moins controversées : tandis que Lovecraft ne considère jamais son panthéon de dieux comme autres choses qu'un outil littéraire[réf. nécessaire], Derleth crée toute une mythologie avec des guerres entre les diverses entités remportées par les dieux bénéfiques qui enferment Cthulhu et ses serviteurs sous la terre, sous les océans, etc.
Certains critiques parlent de trois phases dans les écrits de Lovecraft. Même si ce dernier n'en parle jamais dans les mêmes termes : « J'ai eu ma période Poe, ma période Lord Dunsany, mais, hélas, à quand ma période Lovecraft ? ».
- Les histoires macabres (≈1905-1920) ;
- Le cycle onirique (≈1920-1927) ;
- Le Mythe de Cthulhu (≈1927-1935).

Certains critiques voient peu de différences entre le cycle onirique et le Mythe et mettent en avant le recours fréquent au Necronomicon et aux dieux. L'une des explications avancées est que le cycle onirique appartiendrait plutôt au genre de la fantasy tandis que le Mythe appartiendrait plutôt à la science-fiction. Par ailleurs, beaucoup des éléments surnaturels du cycle onirique apparaissent plutôt dans leur propre sphère d'existence que dans la nôtre. Le Mythe, quant à lui, se matérialise sur le même plan que celui des humains.

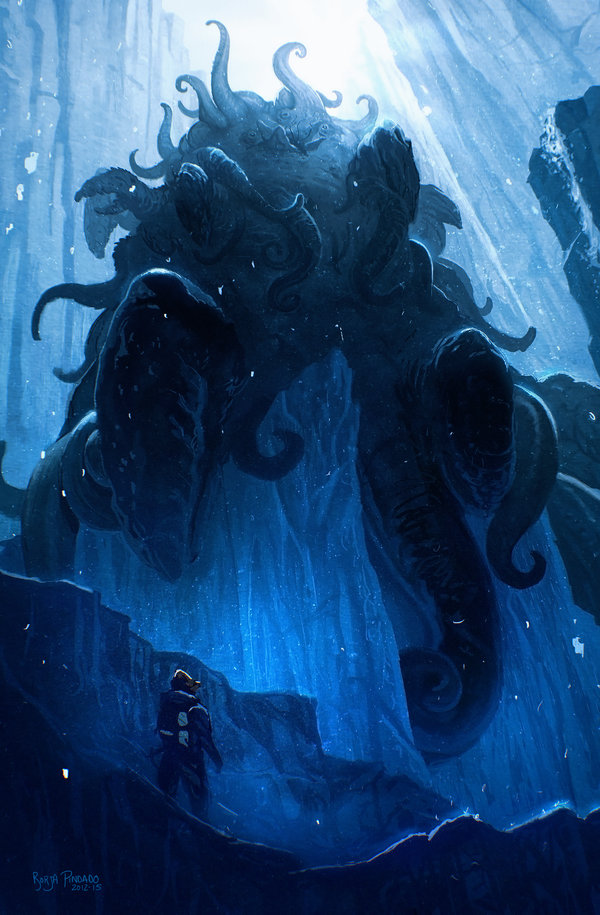
L'Horreur dans le musée,
illustration de Borja Pindado.

Ces centres d'intérêt l'amènent naturellement à s'intéresser aux travaux de Poe qui l'influence très tôt par son côté macabre et son style d'écriture (atmosphères lugubres et peurs rampantes). Cependant, la découverte des histoires de Dunsany, avec des dieux qui vivent dans un plan onirique, fait changer Lovecraft de direction. Une dernière source d'inspiration majeure a été la science et ses progrès (la biologie, l'astronomie, la géologie, la physique) qui lui donnent l'impression que l'Homme est encore plus insignifiant, impuissant et condamné dans un univers matérialiste et mécanique. La science est la clé de voûte de son "cosmicisme" et de son propre athéisme. Après 1923, les écrits d'Arthur Machen et ses récits évoquant la survivance d'un mal primitif dans des temps modernes, réalistes et mystiques, sont une ultime influence.
L'ensemble devient très sombre au moment de la création de ce que nous appelons aujourd'hui le Mythe de Cthulhu et de son panthéon de dieux venus d'autres dimensions. L'idée de Mythe est inventée par Derleth après la mort de Lovecraft ; ce dernier mentionnait avec humour ses « Yog-Sothotheries ».
Lovecraft crée l'un des outils horrifiques les plus connus : le Necronomicon, le grimoire secret de l'Arabe fou Abdul al-Hazred. L'impact est tel que certains critiques pensent que l'auteur a fondé tous ses écrits sur des mythes et des croyances occultes déjà existantes. De fausses éditions du livre ont même été commercialisées.

### Ses thèmes

#### Le savoir interdit
Dans l'ouverture de « L'Appel de Cthulhu - I. L'horreur d'argile », Lovecraft écrit :

« Ce qu’il y a de plus pitoyable au monde, c’est, je crois, l’incapacité de l’esprit humain à relier tout ce qu’il renferme. Nous vivons sur une île placide d’ignorance, environnée de noirs océans d’infinitude que nous n’avons pas été destinés à parcourir bien loin. Les sciences, chacune s’évertuant dans sa propre direction, nous ont jusqu’à présent peu nui. Un jour, cependant, la coordination des connaissances éparses nous ouvrira des perspectives si terrifiantes sur le réel et sur l’effroyable position que nous y occupons qu’il nous restera plus qu’à sombrer dans la folie devant cette révélation ou fuir cette lumière mortelle pour nous réfugier dans la paix et la sécurité d’un nouvel obscurantisme. »

— H.P. Lovecraft, L'Appel de Cthulhu -- I. L'horreur d'argile ; édition présentée et établie par Francis Lacassin, Paris, Robert Laffont, 1991, p. 60

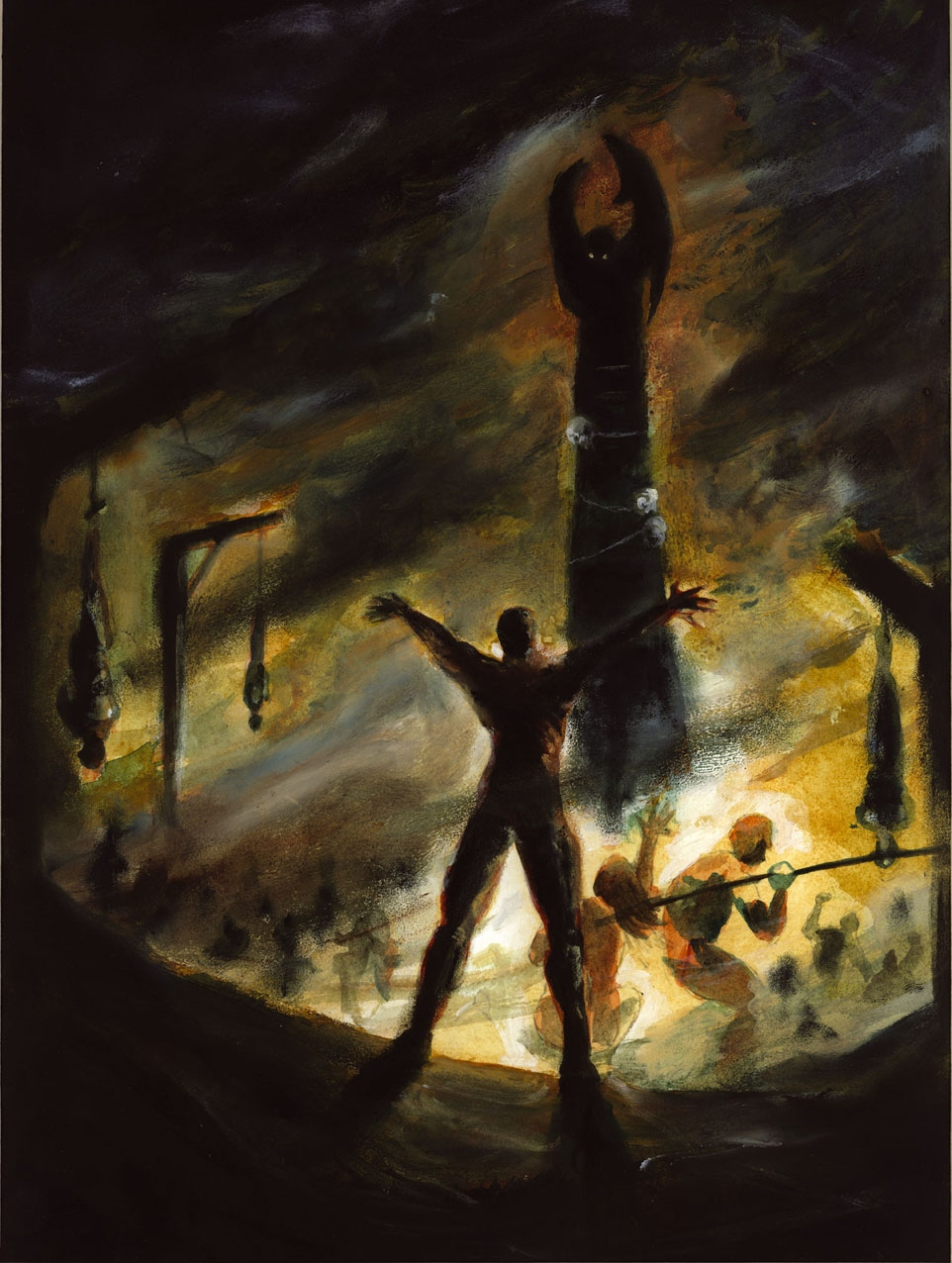
L'Appel de Cthulhu,
illustration de Gwabryel.

Les héros de Lovecraft sont cependant conduits à opérer cette « imbrication » et ce processus devient l'un de ses principaux ressorts littéraires.
Quand de telles fenêtres sont ouvertes, l'esprit du protagoniste enquêteur est souvent détruit. Ceux qui rencontrent de fait les manifestations « vivantes » de l'incompréhensible deviennent souvent fous, comme dans le cas du personnage éponyme de La Musique d'Erich Zann. Le récit raconte l'histoire d'un joueur d'alto fou et muet qui vit au sixième étage d'un petit immeuble. La fenêtre de son appartement est la seule assez élevée pour permettre de voir par-dessus un mur qui en cache d'autres qui ont d'inexplicables et d'horribles caractéristiques.
Les personnages, qui essayent d'utiliser ce savoir interdit, sont systématiquement condamnés. Parfois, leurs travaux attirent des créatures maléfiques et, d'autres fois, ils sont détruits par des monstres qu'ils ont eux-mêmes créés (comme dans la nouvelle Herbert West, réanimateur, où un scientifique ramène des morts à la vie, mais ces derniers, effroyablement choqués, deviennent déments, et finissent par se venger de leur sauveteur).

#### Influences extraterrestres sur l'humanité
Les entités du Mythe de Lovecraft ont des serviteurs humains/humanoïdes ; Cthulhu, par exemple, est vénéré par des cultes eskimos au Groenland et par des cercles vaudous en Louisiane. Ces dévots servent d'outil narratif à l'auteur. Beaucoup d'entités du Mythe sont trop puissantes pour être vaincues par des humains et sont si terrifiantes que les rencontrer engendre irrémédiablement la folie. En ce qui concerne ces créatures, Lovecraft a besoin de pouvoir fournir des informations et de construire une certaine tension sans pour autant mettre un terme prématuré à l'histoire. Les personnages qui vouent un culte à ces dieux permettent donc de révéler des choses de manière diffuse.

#### Culpabilité héritée
Une autre idée récurrente chez Lovecraft est l'impossibilité pour les descendants d'une lignée d'échapper aux marques laissées par les crimes de leurs aïeux, quel que soit leurs éloignements temporel et géographique (Les Rats dans les murs, La peur qui rôde, Arthur Jermyn, L'Alchimiste, Le Cauchemar d'Innsmouth et L'Affaire Charles Dexter Ward).

#### Destin
Les personnages de Lovecraft sont souvent incapables de contrôler leurs propres actions ou éprouvent des difficultés à en changer le cours. Certains d'entre eux pourraient être facilement libérés en prenant la fuite mais, soit cette possibilité ne se présente jamais, soit elle est compromise par certaines forces (La Couleur tombée du ciel et La Maison de la sorcière). En fait, fuir ou mourir ne sert bien souvent à rien (Le Monstre sur le seuil, Je suis d'ailleurs) et, dans certains cas, la fatalité concerne toute l'humanité et aucune échappatoire n'est possible (Dans l'abîme du temps).

#### Une civilisation menacée

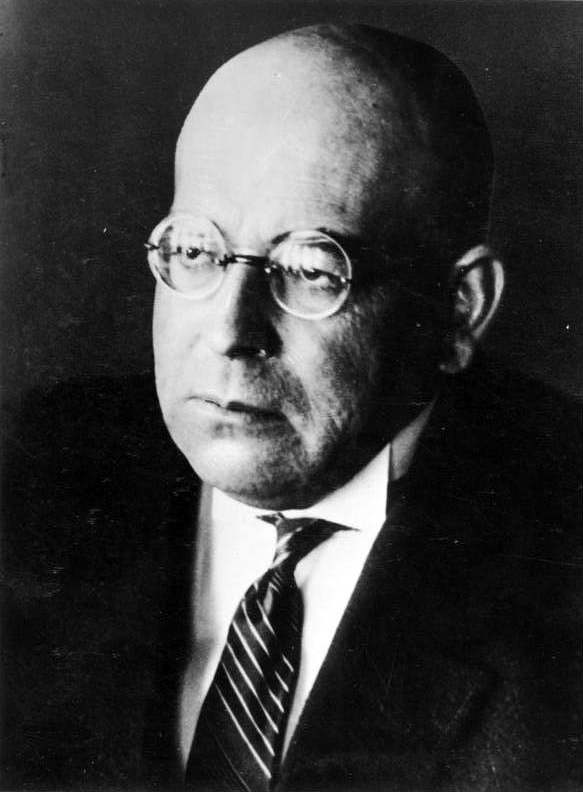
Le philosophe allemand Oswald Spengler, auteur de l'essai Le Déclin de l'Occident.

Lovecraft connaissait les travaux du théoricien conservateur allemand Oswald Spengler. Les thèses pessimistes de ce dernier concernant la décadence de l'Occident moderne ont jeté les bases de la vision globalement passéiste de Lovecraft ; on retrouve par exemple l'idée d'un délabrement cyclique dans Les Montagnes hallucinées. Dans son livre intitulé H. P. Lovecraft: The Decline of the West, S. T. Joshi met en lumière le rôle prépondérant qu'a joué Spengler dans la formation de la pensée politique et philosophique de Lovecraft. Lovecraft écrit d'ailleurs en 1927, à Clark Ashton Smith : « C'est ma conviction et ce l'était déjà bien avant que Spengler n'appose le sceau de la preuve académique sur ce point, que notre ère mécanique et industrielle est une ère tout à fait décadente. »
Lovecraft se frotte fréquemment à l'idée selon laquelle la civilisation se bat contre des éléments plus barbares et plus primitifs qu'elle. Dans certaines histoires, cette lutte se fait à un niveau individuel et la plupart de ses protagonistes, même s'ils sont cultivés, sont corrompus par une influence obscure et effrayante.
Dans de telles histoires, la « malédiction » est souvent héréditaire, soit à cause d'une ascendance non humaine (Faits concernant feu Arthur Jermyn (1920), Le Cauchemar d'Innsmouth (1931)) soit à cause d'une influence magique (L'Affaire Charles Dexter Ward (1927)). L'avilissement physique et mental vont souvent de pair et ce thème du « sang corrompu » fait peut-être écho à la propre histoire de la famille de l'écrivain, en particulier à la mort de son père.
Dans d'autres récits, c'est toute la société qui est menacée par une entité barbare. Parfois, il s'agit d'une menace externe concernant une race réduite à néant par la guerre (Polaris) ; d'autres fois encore, c'est seulement un petit groupe d'humains qui tombe dans la décadence et qui régresse (La Peur qui rôde). La plupart du temps, de tels récits concernent des mondes civilisés qui sont graduellement détruits par une plèbe maligne manipulée par des forces inhumaines.

#### Race, ethnie et classe

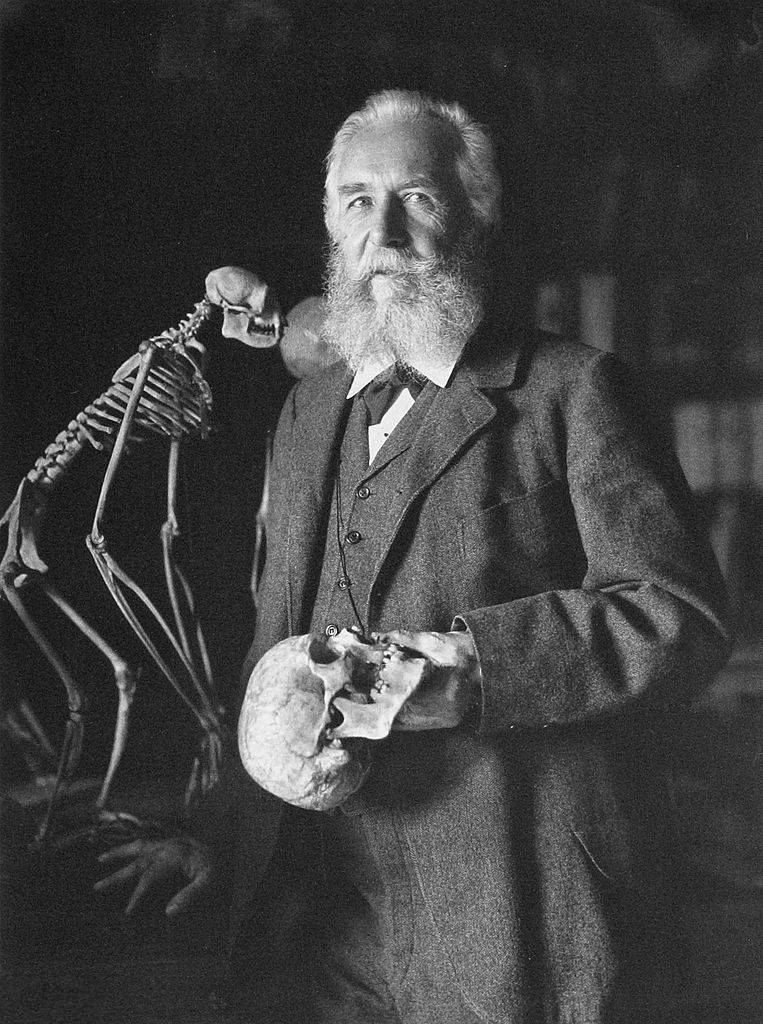
Le biologiste et philosophe allemand Ernst Haeckel.

Les descendants d'Européens non anglosaxons sont fréquemment dénigrés dans son œuvre, notamment les immigrants hollandais arrivant dans les Catskill Mountains « qui correspondent tout à fait à l'aspect décadent des white trash du Sud ».
S. T. Joshi donne son point de vue sur ces récits : l'« on ne peut pas nier la réalité du racisme dans les récits de Lovecraft, ce qui en fait un très bon documentaire d'époque, et de qualifier de typique « pour son époque » car il apparaît que l'auteur voulait un point de vue très prononcé dans ses récits. ». Selon l'écrivain Michel Houellebecq, auteur d'une biographie de Lovecraft : « C’est la haine raciale qui provoque chez Lovecraft cet état de transe poétique où il se dépasse lui-même dans le battement rythmique et fou des phrases maudites ; c’est elle qui illumine ses derniers grands textes d’un éclat hideux et cataclysmique ». Comme le remarque William Schnabel, Lovecraft a toujours été un anthropologiste amateur dans sa vie privée ; sa volumineuse correspondance témoigne de ses recherches. Aussi travaillait-il à plusieurs rumeurs qui lui ont permis de le lier à certaines croyances : le teutonisme, l’anglosaxonisme, le nativisme et le fascisme. Lovecraft fut aussi un admirateur d'Adolf Hitler dont il lut Mein Kampf d'une traite dès sa parution en anglais. Il développa ses opinions dans ses correspondances, notamment dans son courrier adressé à Robert Bloch en octobre 1933.

##### Exemples
Dans une de ses lettres, Lovecraft écrit à propos des juifs :

« La masse des Juifs contemporains est sans espoir, du moins en ce qui concerne l'Amérique. Ils sont le produit d'un sang étranger et sont les héritiers d'idéaux, de pulsions et d'émotions étrangers qui excluent pour de bon leur totale assimilation... De notre côté, il y a une répugnance à nous faire frissonner quand il s'agit de la plupart des races sémites… Ainsi, où que le Juif errant erre, il devra se satisfaire de sa propre société jusqu'à ce qu'il disparaisse ou qu'il soit balayé par une explosion soudaine due à notre détestation pour lui. Je me suis déjà senti capable d'en massacrer une vingtaine ou deux dans les bouchons du métro de New York. »

Dans L'Appel de Cthulhu, le narrateur imaginé par Lovecraft parle d'un groupe de prisonniers métis qui vénèrent Cthulhu :

« …tous les prisonniers avaient démontré leur appartenance à une espèce bâtarde, vile et mentalement aberrante. Ils étaient pour la plupart marins, une aspersion de nègres et de mulâtres en provenance des Caraïbes ou du Cap-Vert qui offrait une teinte vaudou au culte. Cependant, avant que bien des questions ne soient posées, il devint apparent qu'il y avait quelque chose de plus profond et plus vieux que du fétichisme nègre. Aussi avilies et ignorantes qu'elles étaient, ces créatures s'accrochaient avec une ténacité surprenante à l'idée centrale de leur foi répugnante. »

Dans une lettre datant du 23 janvier 1920 :

« Pour l'homme évolué (l'apex de l'évolution organique sur Terre) quel type de réflexion est plus approprié que celui qui occupe seulement ses facultés les plus élevées et qui lui sont le plus exclusives ? Le Sauvage primaire ou le singe ne se contentent que de chercher leurs semblables dans leur forêt natale ; l'Aryen exalté devrait lever les yeux vers les mondes astraux et penser à sa relation avec l'infini !!! »

Dans Herbert West, réanimateur, "Six coups de feu au clair de lune", Lovecraft décrit un possédé Afro-Américain qui vient de mourir :

« Il était répugnant, une chose qui ressemblait à un gorille avec des bras anormalement longs que je ne pouvais m'empêcher d'appeler "pattes de devant" et un visage qui évoquait les secrets indicibles du Congo et le martèlement des tam-tams sous une lune sinistre. Le corps devait être encore pire vivant, mais le monde recèle tant de choses hideuses. »

D'après H.P. Lovecraft, Selected Letters, ed. A. Derleth & D. Wandrei, il se revendique :

« Tory, Czariste, Junker, Patricien, fasciste, oligarchiste, nationaliste et militariste. »

#### Risques de l'ère scientifique
Au début du XXe siècle, la confiance croissante de l'homme en la science ouvre des portes vers de nouveaux mondes et donne de l'épaisseur à sa façon de les concevoir. Lovecraft décrit l'éventualité d'une inaptitude de l'homme à expliquer l'univers pour donner corps à l'horreur, notamment dans La Couleur tombée du ciel, où l'incapacité de la science à comprendre qu'une météorite mène au chaos.
Dans une lettre à James Morton de 1923, l'auteur s'attarde tout particulièrement à la théorie de la relativité d'Einstein et conclut que le cosmos devient une vaste plaisanterie. Dans L'Appel de Cthulhu, les personnages font face à une architecture « anormale, non euclidienne, aux senteurs répugnantes des sphères et de dimensions qui ne sont pas les nôtres ».

#### Religion
La croyance en de redoutables entités aux pouvoirs inconcevables, parfois vénérées comme des divinités, revient souvent dans la fiction lovecraftienne. Dans beaucoup de ses textes il refuse l'idée d'un dieu aimant et protecteur. Dans d'autres, notamment ceux du Mythe de Cthulhu, il expose de nombreux mythes sur l'origine de l'homme opposés à ceux du Livre de la Genèse, par exemple. Les héros de Lovecraft accordent plus de crédit à la science qu'aux Écritures.
En 1932, il écrit à Robert E. Howard : « Tout ce que je dis c'est que je pense qu'il est franchement improbable qu'il y ait quoi que ce soit qui ressemble à une volonté cosmique centrale, à un monde spirituel ou à un être éternel. Il s'agit là des idées les plus absurdes et les plus injustifiées que l'on puisse avoir à propos de l'univers et je ne suis pas assez pinailleur pour prétendre que je ne les vois pas comme autre chose que de fieffées idioties. Dans l'idée, je suis agnostique, mais comme je préfère me ranger du côté des preuves tangibles, on doit me classer parmi les athées ».

### Topographie lovecraftienne
Lovecraft a souvent situé ses textes dans sa Nouvelle-Angleterre natale. De nombreux endroits mentionnés sont réels, d'autres sont fictifs.

#### Endroits réels
- Binger, Oklahoma
- Copp's Hill, Boston, Massachusetts
- Red Line
- Pawtuxet (désormais englobé dans Cranston, Rhode Island)
- Newburyport, Massachusetts
- Ipswich, Massachusetts
- Rowley, Massachusetts
- Bolton, Massachusetts
- Salem, Massachusetts
- Brattleboro, Vermont
- Albany, New York
- Plusieurs endroits de sa ville natale de Providence, Rhode Island, notamment la maison supposément hantée de Halsey, Prospect Terrace, et les bibliothèques John Hay et John Carter Brown de la Brown University.
- Le Danvers State Hospital, à Danvers, Massachusetts, dont on suppose qu'il est la source d'inspiration principale de l'asile psychiatrique d'Arkham dans Le Monstre sur le seuil.
- Catskill Mountains, New York

#### Lieux fictifs
- La Miskatonic University dans la ville fictive d'Arkham, Massachusetts
- Dunwich, Massachusetts
- Innsmouth, Massachusetts
- Kingsport, Massachusetts
- Aylesbury, Massachusetts
- Martin's Beach
- Le fleuve Miskatonic

### Influences littéraires de Lovecraft

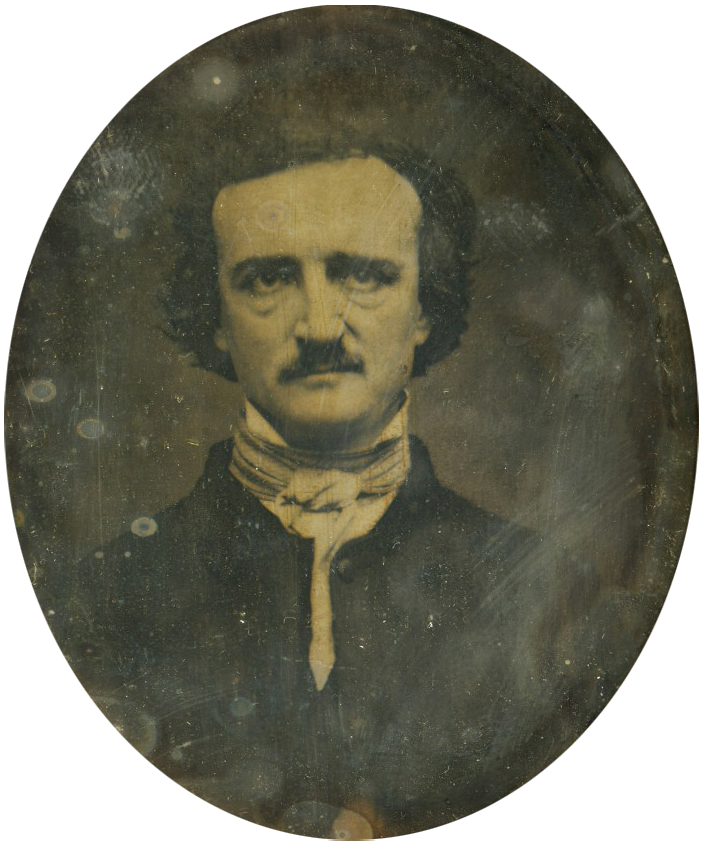
Edgar Allan Poe,
novembre 1848.
Daguerréotype, Providence, Rhode Island.

Lovecraft est influencé par des auteurs tels que Arthur Machen, Lord Dunsany, Edgar Allan Poe et Abraham Merritt. En attribuant par erreur un pseudonyme à Lovecraft, celui de Swift, on a pendant un certain temps pensé qu'il avait pu être influencé par le travail de Gertrude Barrows Bennett, aussi connue sous son nom de plume, Francis Stevens. Mais cette information fut démentie.
Lovecraft se voit lui-même comme un homme du XVIIIe siècle. Son style d'écriture, surtout dans ses lettres, fait écho au style des écrivains anglais du Siècle des Lumières comme Joseph Addison et Jonathan Swift. Il va même jusqu'à emprunter des tournures particulières à cette époque littéraire. Par ailleurs, même s'il s'oppose à l'idée que se faisaient les Lumières de la possibilité qu'a l'homme de comprendre l'univers, ses lettres montrent qu'il est d'accord avec des contemporains comme Bertrand Russell.
Il apprécie également Algernon Blackwood ; il cite Le Centaure dans le premier paragraphe de L'Appel de Cthulhu.
Parmi les livres que comptait sa bibliothèque (Cf. Lovecraft's Library de S. T. Joshi), il y avait The Seven Who Were Hanged (Les Sept Pendus) de Leonid Andreïev et Un étrange manuscrit découvert dans un cylindre en cuivre (en) de James De Mille.

## Lovecraft, une influence
Au-delà de simples adaptations, Lovecraft et ses récits ont un impact profond sur la culture populaire et ont été loués par de nombreux écrivains contemporains. Une partie de l'influence de l'auteur a été directe, puisqu'il était l'ami et le correspondant de August Derleth, Robert E. Howard, Robert Bloch et Fritz Leiber. D'autres auteurs et artistes ont été influencés par Lovecraft : Clive Barker, Stephen King, Alan Moore, Neil Gaiman, John Carpenter, Dan O'Bannon, Stuart Gordon, Guillermo del Toro, Junji Itō et H. R. Giger. L'écrivain argentin Jorge Luis Borges a écrit sa nouvelle There are more things en mémoire de Lovecraft (il annote sa nouvelle « A la memoria de Howard P. Lovecraft »). Michel Houellebecq écrit  Contre le monde, contre la vie, essai sur Lovecraft, une biographie littéraire. Joyce Carol Oates a rédigé une introduction à une anthologie de récits de Lovecraft. La Library of America a publié un volume dédié à Lovecraft, en 2005, en le qualifiant d'écrivain américain canonique.
Le mythe de Cthulhu a été une source d'inspiration pour les auteurs de par le monde, et on retrouve des éléments lovecraftiens dans des romans, des films,, de la musique,, des jeux de rôle papier et des jeux vidéo,, des bandes dessinées et des dessins animés,. En outre, « des versions fictionnelles de H. P. Lovecraft, des personnages basés sur Lovecraft ainsi que des références explicites à Lovecraft en tant qu'auteur d'histoires du mythe de Cthulhu » apparaissent dans plusieurs fictions,.

## Aperçu de l'œuvre

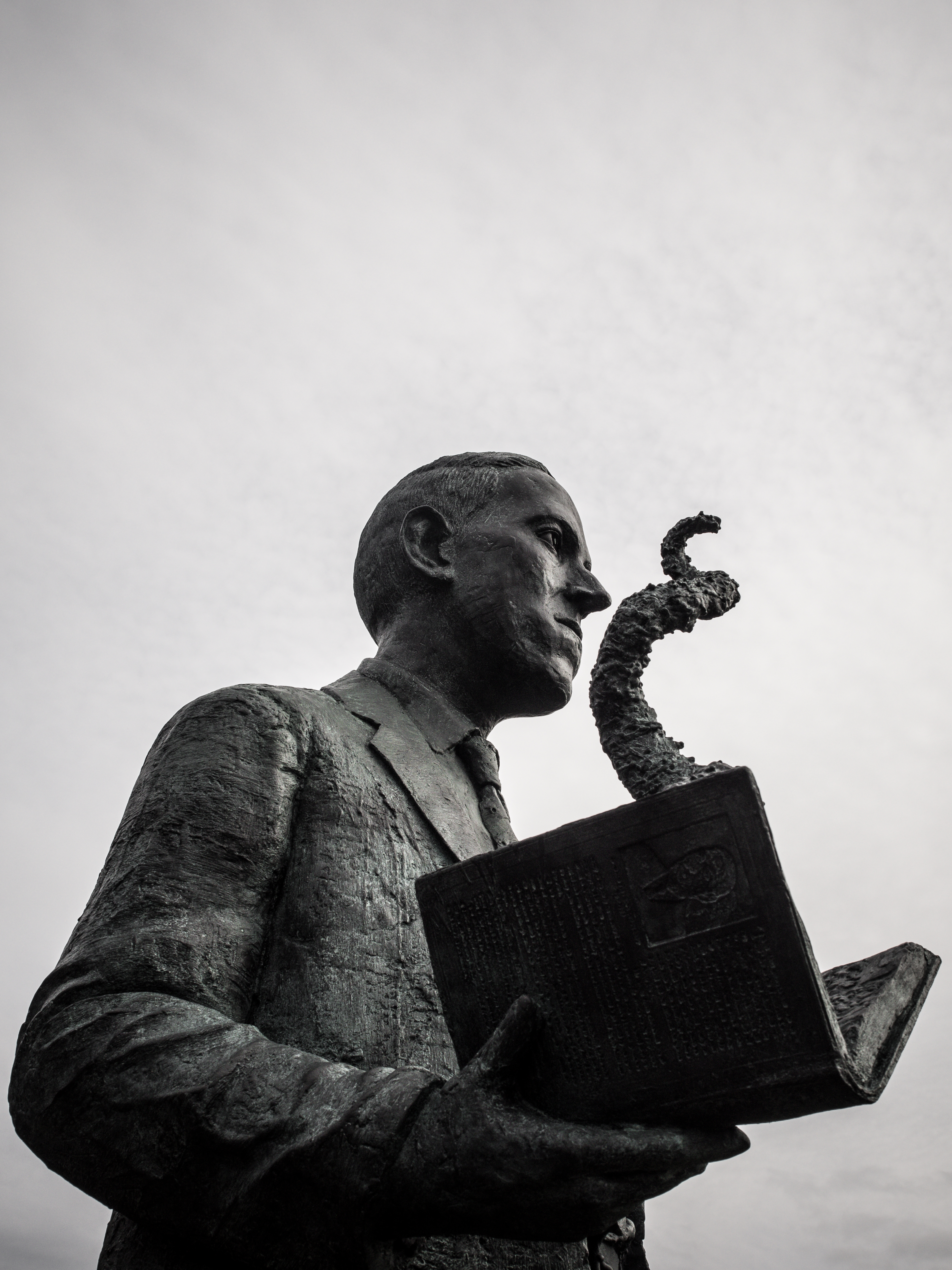
Statue de Lovecraft à Providence (Rhode Island), sculptée par l'artiste Gage Prentiss. Photographie prise par David Lepage peu après le dévoilement en ligne de la statue.

Pendant la majeure partie du XXe siècle, les éditions définitives de sa prose (notamment At the Mountains of Madness and Other Novels, Dagon and Other Macabre Tales, The Dunwich Horror and Others, et The Horror in the Museum and Other Revisions) sont publiées par Arkham House, une maison d'édition dont l'objectif premier était de publier ses travaux. Aujourd'hui, Penguin Classics a publié trois volumes : The Call of Cthulhu and Other Weird Stories, The Thing on the Doorstep and Other Weird Stories et, plus récemment, The Dreams in the Witch House and Other Weird Stories. Il s'agit de collections de textes éditées par S. T. Joshi qui étaient pour la plupart disponibles aux éditions Arkham à l'exception de Dans l'abîme du temps précédemment sorti chez Hippocampus Press. En 2005, la prestigieuse Library of America publie un volume d'écrits édité par Peter Straub.
La poésie de Lovecraft a été rassemblée dans The Ancient Track: The Complete Poetical Works of H. P. Lovecraft alors que ses premiers écrits, ses essais philosophiques, politiques et littéraires peuvent être retrouvés dans Miscellaneous Writings. Son essai intitulé Supernatural Horror in Literature, d'abord publié en 1927, est une étude historique du genre de l'horreur littéraire et est disponible sous le titre : The Annotated Supernatural Horror in Literature.

### Lettres
Bien que Lovecraft soit surtout connu pour ses travaux de fiction, la majeure partie de ses écrits est constituée de lettres traitant de sujets divers tels que la fiction, l'art, la politique et l'histoire.
Il les antidate parfois de 200 ans, ce qui donne l'impression qu'il les a écrites avant la révolution américaine, une guerre qui offense son anglophilie. Le fait d'en antidater certaines donne un statut ambigu à ces lettres, à mi-chemin entre le document et la fiction. Selon lui, les XVIIIe et XXe siècles sont les « meilleurs » ; le premier, parce qu'il est le plus noble, le second, parce qu'il était celui de la science.
Jeune, Lovecraft n'écrit pas beaucoup de lettres. En 1931, il avoue : « Dans ma jeunesse, je n'écrivais quasiment jamais de lettres — remercier quelqu'un pour un cadeau relevait tellement du supplice que j'aurais plutôt écrit une pastorale de 250 vers ou un traité de 20 pages sur les anneaux de Saturne. » (SL 3.369–70). Son intérêt initial pour l'épistolaire remonte à sa correspondance avec son cousin Phillips Gamwell et surtout à son investissement dans le journalisme amateur.
Lovecraft a clairement indiqué qu'écrire aux gens était pour lui une manière importante d'élargir son point de vue sur le monde : « J'ai accès à des dizaines de points de vue différents qui ne se seraient jamais dévoilés à moi autrement. Mon appréciation du monde et mes inclinations se sont accrues et beaucoup de mes points de vue sur la société, la politique et l'économie ont évolué en fonction d'un savoir également plus grand. » (SL 4.389).
Aujourd'hui, cinq maisons d'édition ont publié des lettres de Lovecraft, notamment Arkham House avec ses cinq volumes de « Selected Letters ». Les autres éditeurs sont : Hippocampus Press (Letters to Alfred Galpin et al.), Night Shade Books (Mysteries of Time and Spirit: The Letters of H. P. Lovecraft and Donald Wandrei et al..), Necronomicon Press (Letters to Samuel Loveman and Vincent Starrett et al.), et la University of Tampa Press (O Fortunate Floridian : H. P. Lovecraft's Letters to R. H. Barlow).
L'Ohio University Press a également publié Lord of a Visible World : An Autobiography in Letters (édité par S. T. Joshi et David E. Schultz) en 2000. Dans cet ouvrage, les lettres sont classées par thèmes (l'adolescence, le voyage).

### Droit d'auteur

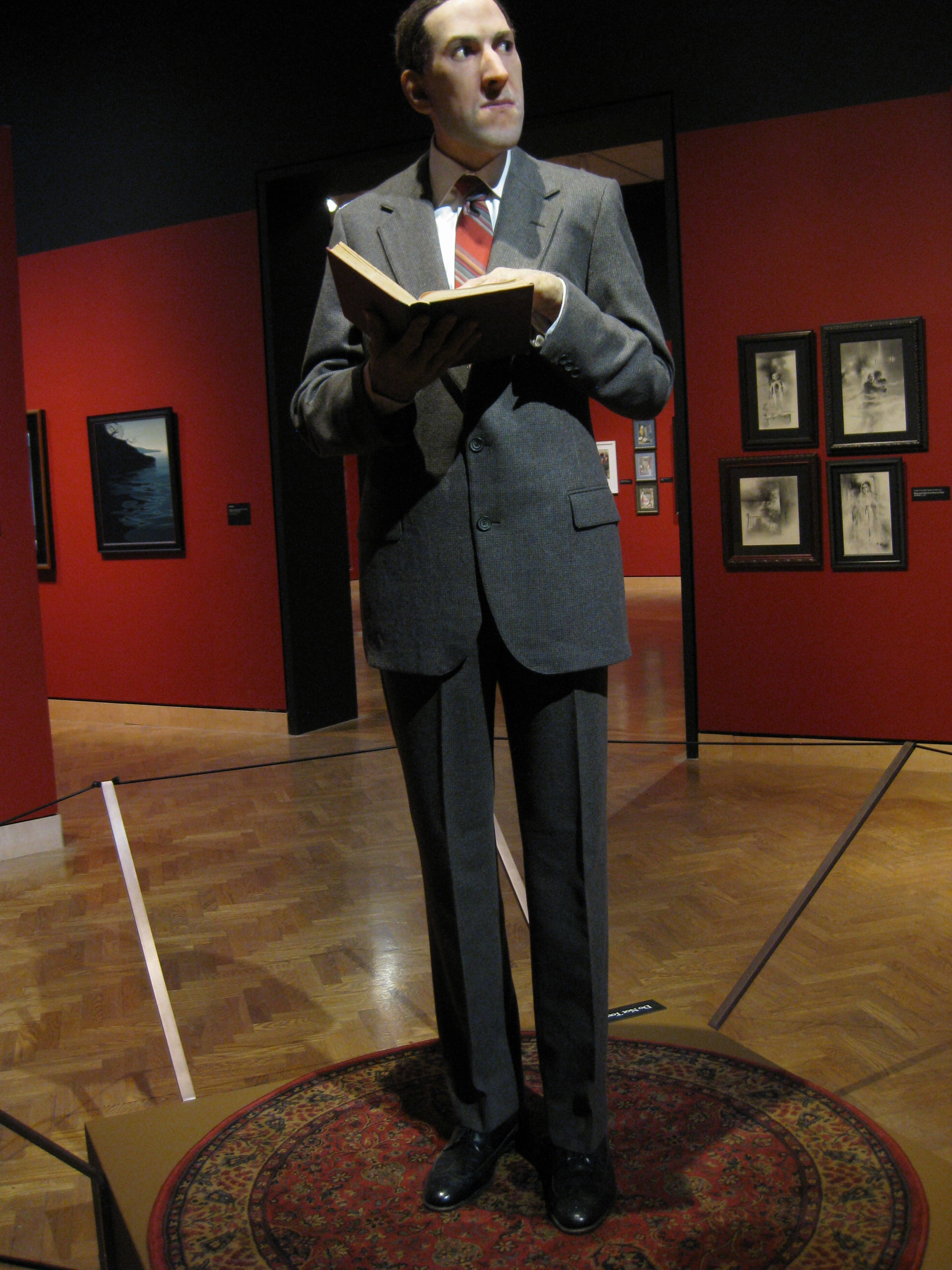
Statue réaliste de Lovecraft à l'exposition At Home with Monsters de Guillermo del Toro au Minneapolis Institute of Art le 28 avril 2017.

En ce qui concerne les travaux de Lovecraft, surtout les plus récents, le statut du droit d'auteur est délicat. Lovecraft avait précisé que le jeune R. H. Barlow devait être son exécuteur littéraire mais ceci n'a pas été mentionné dans son testament. Sa tante s'est néanmoins occupée de ce point et Barlow reçut effectivement la charge de l'héritage littéraire massif et complexe de Lovecraft après la mort de celui-ci.
Barlow déposa le gros de l'œuvre de Lovecraft (y compris ses correspondances) à la John Hay Library (en) et essaya de s'organiser pour conserver les autres écrits de l'auteur. August Derleth, un écrivain plus vieux et mieux établi que lui vint se poser en rival pour contrôler l'héritage de Lovecraft. En conséquence, il y eut une confusion légale pour savoir qui détenait quel droit.
Tous les travaux publiés avant 1929 sont dans le domaine public aux États-Unis, et les écrits de Lovecraft seront tous dans le domaine public en 2032, dans leurs version initiales (cela ne concerne pas les traductions françaises). Cependant, il y a des désaccords en ce qui concerne les personnes : qui détient ou détenait quel droit ? Par ailleurs, en avril 2008, y avait-il toujours des droits d'auteur en ce qui concerne les travaux publiés après 1923 (L'Appel de Cthulhu, Les Montagnes hallucinées) ?
La question se pose de savoir si les droits sur les travaux de Lovecraft ont été renouvelés en fonction du Copyright Act of 1976 américain qui concerne les œuvres créées avant le 1er janvier 1978. En effet, avant cette loi, le nombre d'années pris en compte pour les droits d'auteur était calculé à partir de la date de publication et pas en fonction de la vie de l'artiste. À partir de là, il fallait faire quelque chose sans quoi tous les travaux tombaient dans le domaine public. La loi de 1976 renouvelait les droits de manière rétroactive pour une période de 47 ans et le Sonny Bono Copyright Term Extension Act de 1998 ajoutait encore une période 20 ans à cela, ce qui donnait un total de 95 ans à partir de la date de publication. Si les droits ont été renouvelés, ils sont toujours actifs aux États-Unis.
La Directive européenne sur l'harmonisation de certains aspects du droit d'auteur et des droits voisins dans la société de l'information (1993) étend les droits d'auteur à 70 ans après la mort de l'auteur. Ainsi, l'œuvre de Lovecraft est tombée dans le domaine public dans les 27 pays de l'Union le 1er janvier 2008.
Les actionnaires d'Arkham House, August Derleth et Donald Wandrei (en), ont souvent affirmé détenir les droits sur les travaux de l'auteur. Le 9 octobre 1947, Derleth acquit tous les droits pour Weird Tales. Cependant, depuis 1926, au plus tard, Lovecraft avait réservé les droits de toutes les rééditions de ses œuvres publiées par Weird Tales. Une fois encore, même si Derleth avait effectivement été en possession des droits, rien ne prouve que ceux-ci aient été renouvelés.
Joshi conclut dans sa biographie, H. P. Lovecraft: A Life, que les prétentions de Derleth étaient « certainement fictives » et que les travaux de Lovecraft, publiés par la presse amateure, sont certainement tombés dans le domaine public. Les droits auraient pu être accordés à son seul héritier en vie en 1912 : sa tante, Annie Gamwell qui mourut en 1941. Les droits allèrent donc à Ethel Phillips Morrish et Edna Lewis. Celles-ci signèrent un document accordant à Arkham House de rééditer les travaux de Lovecraft tout en conservant les droits. Rien ne dit que ces droits aient été renouvelés.
Chaosium, l'éditeur du jeu de rôle L'Appel de Cthulhu, est propriétaire d'une marque commerciale intitulée « L'Appel de Cthulhu » destinée à ses jeux. Un autre éditeur de jeux, TSR, Inc., le premier éditeur de AD&D, avait inclus dans l'un des premiers suppléments du jeu une section intitulée Deities & Demigods (1980) qui portait sur le Mythe de Cthulhu ; plus tard, cette section fut supprimée.
Indépendamment des problèmes légaux autour de ses écrits, Lovecraft a toujours encouragé les autres à réutiliser ses idées et à les enrichir. Après sa mort, beaucoup d'écrivains ont contribué à l'étoffement du Mythe.

## Publications

### Œuvres de l'auteur

#### Nouvelles et romans courts

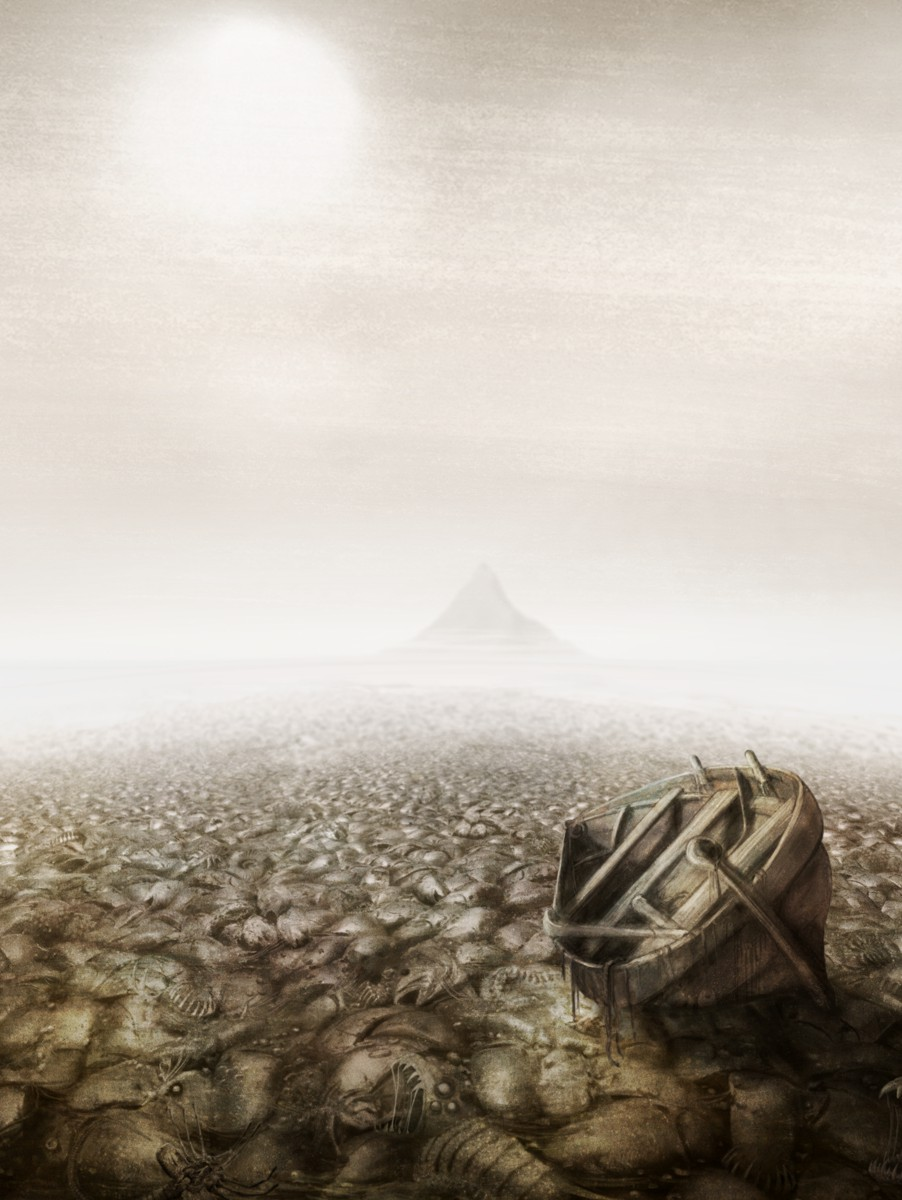
Dagon,
illustration de David Garcia Forés.

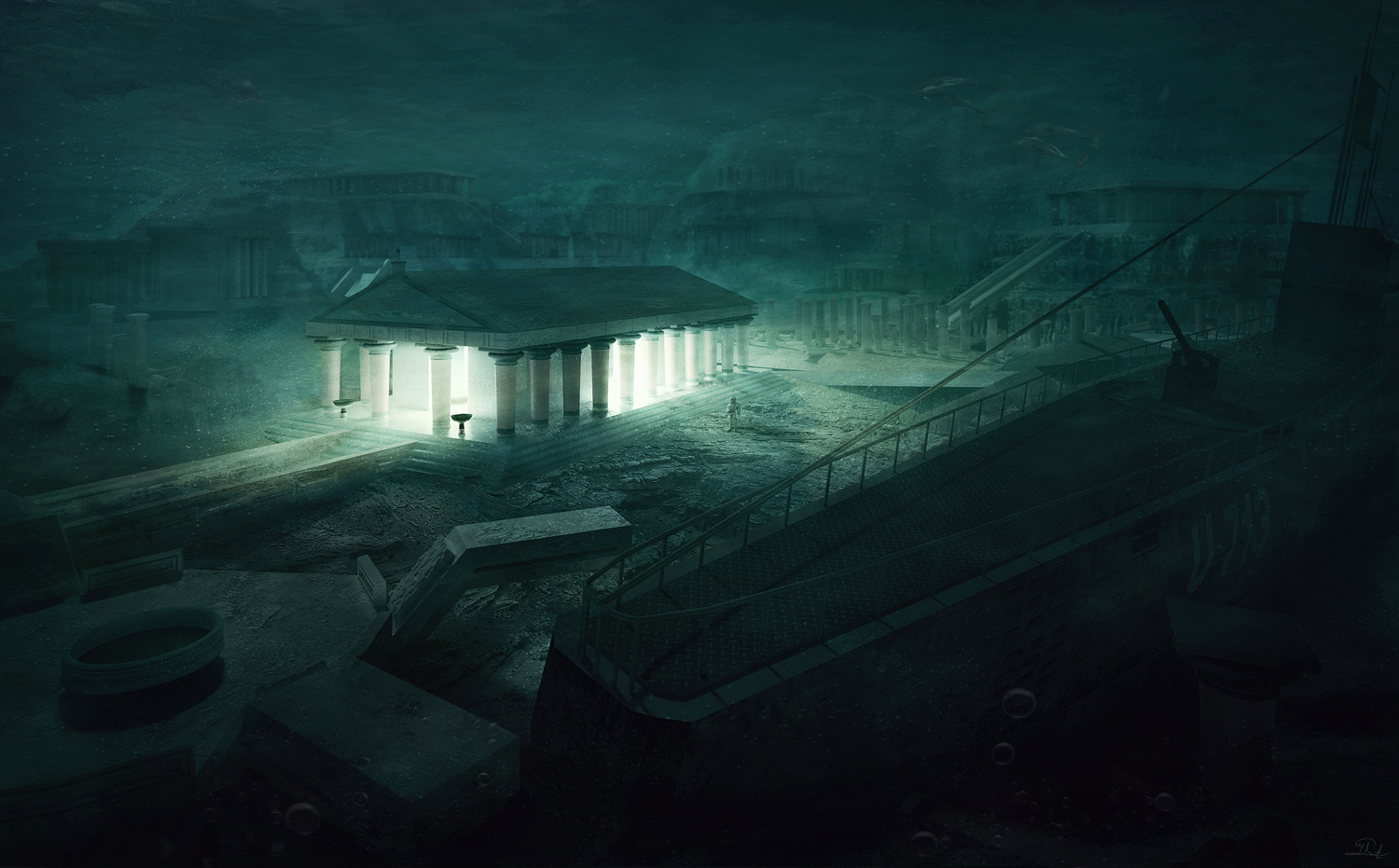
Le Temple,
illustration de Mihail Bila.

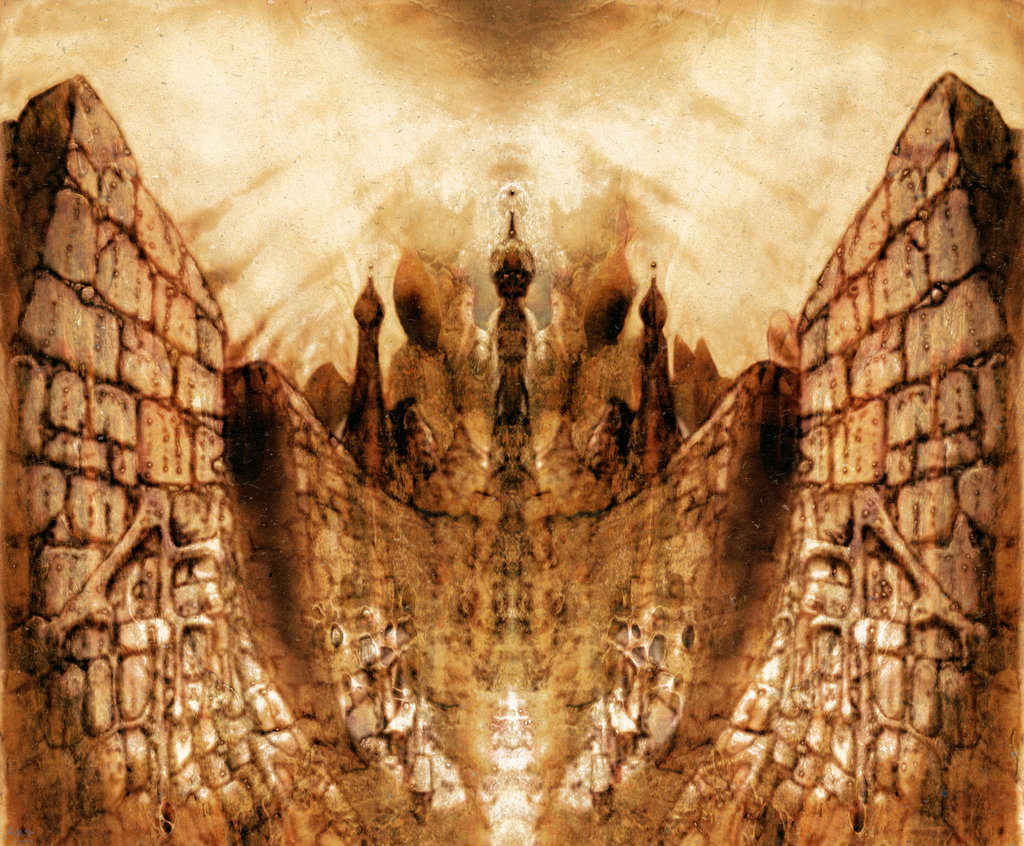
La Cité sans nom,
illustration de leothefox.

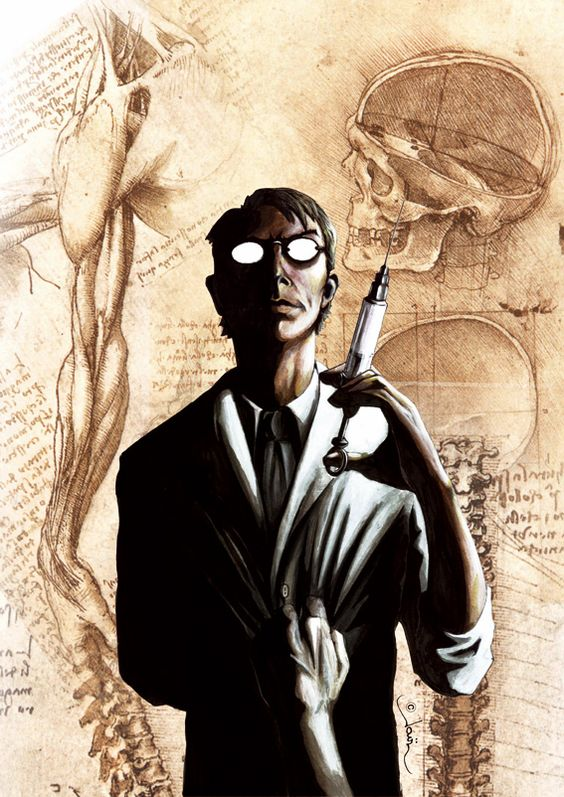
Herbert West, réanimateur,
illustration de Javier García Ureña.

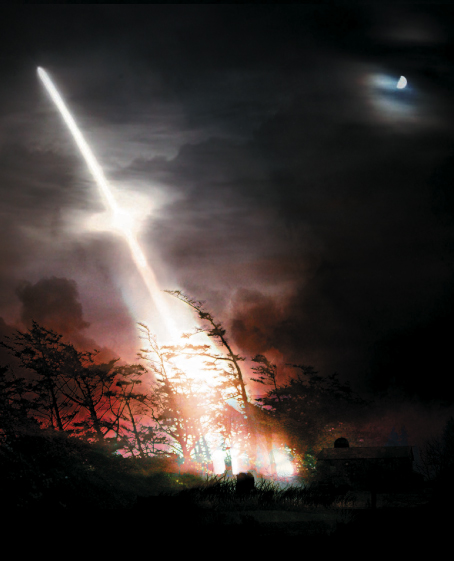
La Couleur tombée du ciel,
illustration de Paul Flanders.

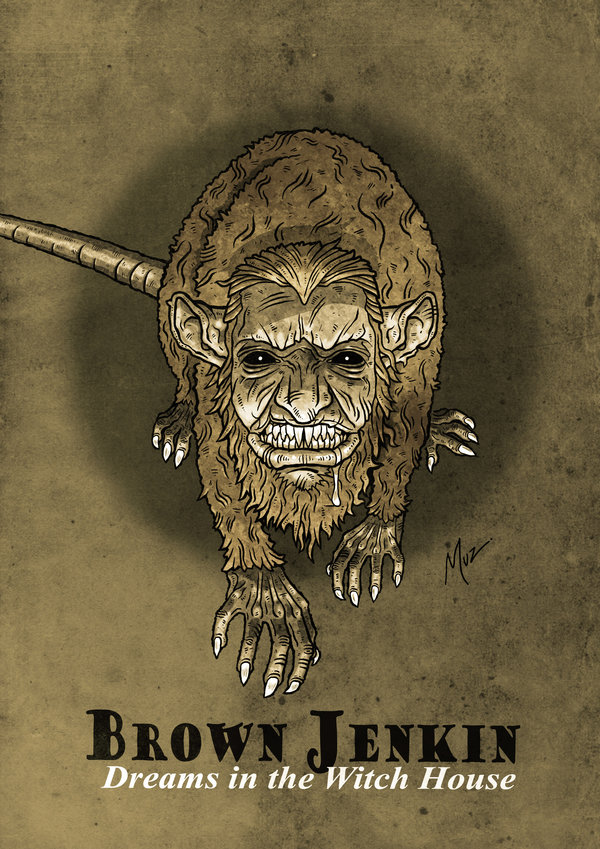
Brown Jenkin, le familier dans La Maison de la sorcière,
illustration de Muzski.

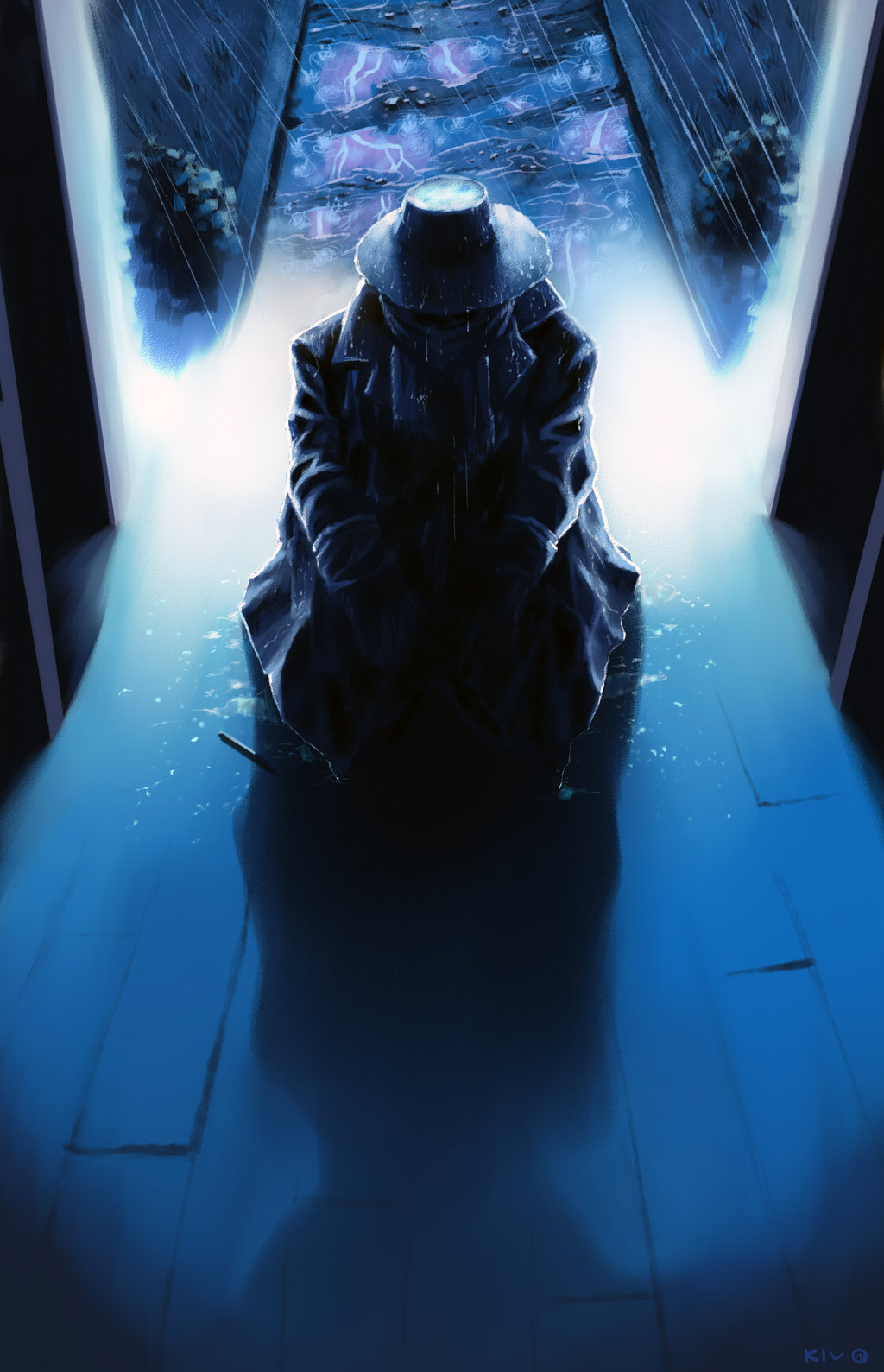
Le Monstre sur le seuil,
illustration d'Igor Korotitskiy.

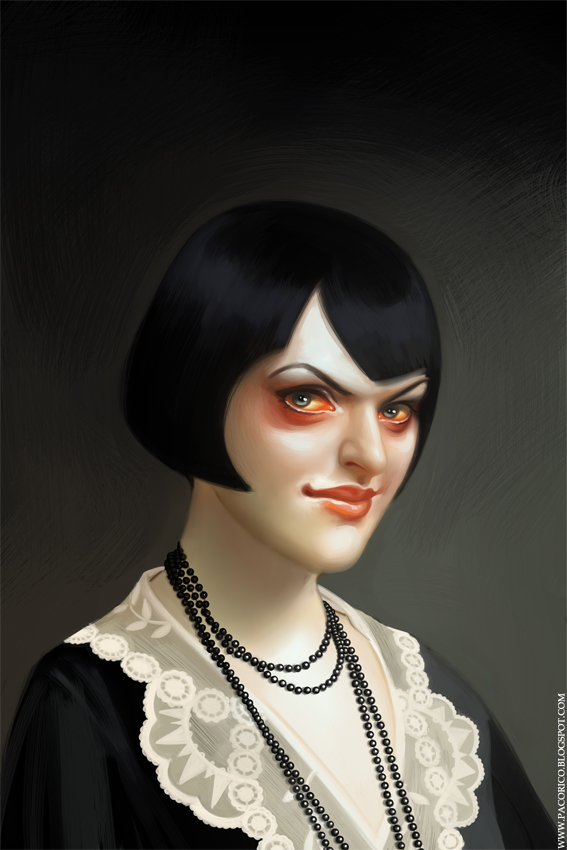
Asenath Waite,
Le Monstre sur le seuil,
illustration de Paco Rico Torres.

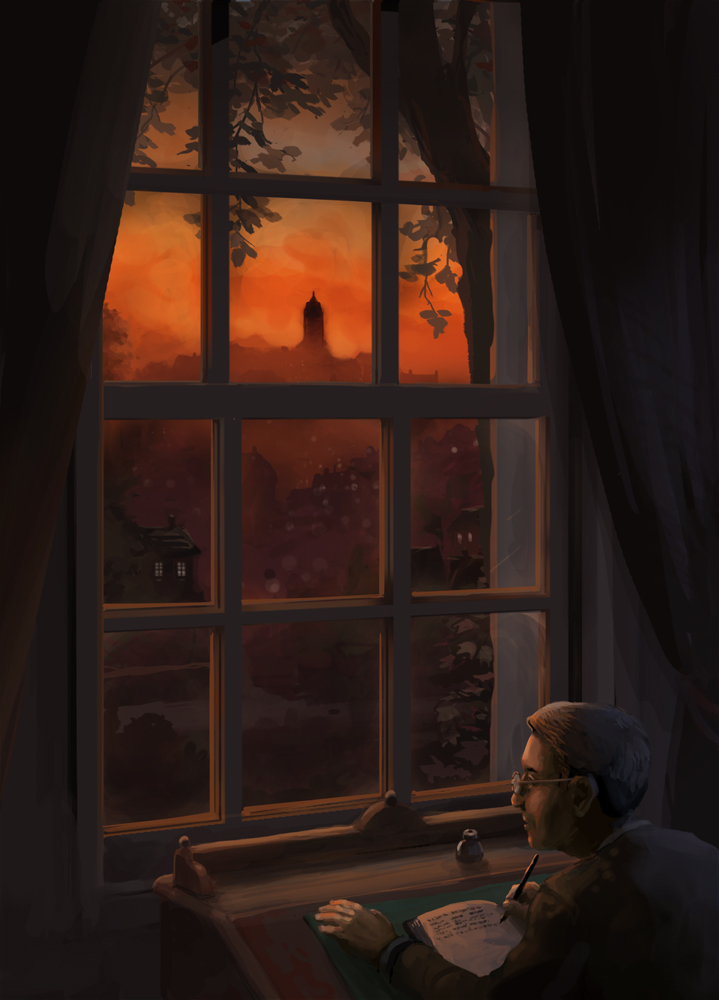
Celui qui hantait les ténèbres,
illustration de Jarkko Naas.

- Le Monstre dans la caverne (The Beast in the Cave, 1905)
- Dagon (Dagon, 1917)
- La Tombe (The Tomb, 1917)
- Le Témoignage de Randolph Carter (en) (The Statement of Randolph Carter, 1919)
- Par-delà le mur du sommeil (Beyond the Wall of Sleep, 1919)
- Le Temple (The Temple, 1920)
- Nyarlathotep (Nyarlathotep, 1920)
- De l’au-delà (From Beyond, 1920)
- La Cité sans nom (The Nameless City, 1921)
- La Musique d'Erich Zann (The Music of Erich Zann, 1921)
- Azathoth (Azathoth, 1922)
- Le Molosse (The Hound, 1922)
- Herbert West, réanimateur (Herbert West: Reanimator, 1922)
- La Peur qui rôde (The Lurking Fear, 1923)
- L'Indicible (The Unnamable, 1923)
- Les Rats dans les murs (The Rats in the Walls, 1923)
- La Maison maudite (The Shunned House, 1924)
- Le Festival (The Festival, 1925)
- L'Horreur de Red Hook (The Horror at Red Hook, 1925)
- La Clé d'argent (The Silver Key, 1926)
- Je suis d'ailleurs (The Outsider, 1926)
- L'Appel de Cthulhu (The Call of Cthulhu, 1926)
- Le Modèle de Pickman (Pickman's Model, 1926)
- Histoire du Necronomicon (History of Necronomicon, 1927)
- La Couleur tombée du ciel (The Colour out of Space, 1927)
- La Quête onirique de Kadath l'inconnue (The Dream Quest of Unknown Kadath, 1927)
- L'Abomination de Dunwich (The Dunwich Horror, 1928)
- L'Affaire Charles Dexter Ward (The Case of Charles Dexter Ward, 1928)
- Air froid (Cool Air, 1928).
- Celui qui chuchotait dans les ténèbres (The Whisperer in Darkness, 1930)
- Les Montagnes hallucinées (At the Mountains of Madness, 1931)
- Le Cauchemar d'Innsmouth (The Shadow over Innsmouth, 1931)
- La Maison de la sorcière (The Dreams in the Witch-House, 1932)
- Le Livre (The Book, 1933)
- À travers les portes de la clé d'argent (Through the Gates of the Silver Key, 1933)
- Le Monstre sur le seuil (The Thing on the Doorstep, 1933)
- Le Défi de l'au-delà (Challenge from beyond), nouvelle, 1935
- Celui qui hantait les ténèbres (The Haunter of the Dark, 1935)
- Dans l'abîme du temps (The Shadow out of Time, 1935)

Parmi les récits les plus célèbres de Howard Phillips Lovecraft, La Couleur tombée du ciel, L'Abomination de Dunwich, Le Cauchemar d'Innsmouth, Celui qui chuchotait dans les ténèbres, Dans l'abîme du temps, La Maison de la sorcière, L'Appel de Cthulhu et Les Montagnes hallucinées furent les premiers textes publiés en France et constituent le sommaire des numéros 4 et 5 de la collection Présence du futur. En 1991-1992, son œuvre de fiction traduite en français a été publiée en trois volumes dans la collection « Bouquins » des Éditions Robert Laffont :
- Howard Phillips Lovecraft et al. (édition présentée et établie par Francis Lacassin), Howard Phillips Lovecraft, vol. 1 : Les mythes de Cthulhu. Légendes du mythe de Cthulhu. Premiers contes. L'art d'écrire selon Lovecraft, Paris, Éditions Robert Laffont, coll. « Bouquins », 1991, 1re éd., XXXVI-1174 p. (ISBN 2-221-05684-1, présentation en ligne sur le site NooSFere).
- Howard Phillips Lovecraft et al. (édition présentée et établie par Francis Lacassin), Howard Phillips Lovecraft, vol. 2 : Contes et nouvelles. L'horreur dans le musée et autres révisions. Fungi de Yuggoth et autres poèmes fantastiques. Épouvante et surnaturel en littérature, Paris, Éditions Robert Laffont, coll. « Bouquins », 1991, 1re éd., VI-1341 p. (ISBN 2-221-06460-7, présentation en ligne sur le site NooSFere).
- Howard Phillips Lovecraft et al. (édition présentée et établie par Francis Lacassin), Howard Phillips Lovecraft, vol. 3 : Le monde du rêve. Parodies et pastiches. Les « collaborations » Lovecraft-Derleth. Rêve et réalité. Documents, Paris, Éditions Robert Laffont, coll. « Bouquins », 1992, 1re éd., V-1341 p. (ISBN 2-221-06461-5, présentation en ligne sur le site NooSFere).
- Howard Phillips Lovecraft et al. (nouvelle traduction et édition sous la direction de David Camus et Frédéric Weil), Intégrale en 7 vol. Vol. 1 : Les contrées du rêve. Vol. 2 : Les Montagnes hallucinées & autres récits d'exploration. Vol. 3 : L'Affaire Charles Dexter Ward. Vol. 4 : Le Cycle de Providence. Vol. 5 : Récits horrifiques, contes de jeunesse, récits humoristiques. Vol. 6 : Essais, Correspondance, Poésie, Révisions. Vol. 7 : Autour de Lovecraft, Journal d'une traduction impossible. Editions Mnémos, Paris, 2021.
- Howard Phillips Lovecraft et al. (traduit de l'anglais (États-Unis) par Thomas Constantinesco, Agnès Derail-Imbert, Laurent Folliot, Michel Imbert, Philippe Jaworski, Edouard Marsoin, Bruno Monfort et Cécile Roudeau), Récits, Paris, Éditions Gallimard, coll. « Bibliothèque de la Pléiade », 2024, V-1408 p. (ISBN 9782072994722)

#### Correspondance
- (en) Howard Phillips Lovecraft (édition établie par August Derleth et Donald Wandrei), Selected Letters, Vol. 1 : 1911-1924, Sauk City, Wisconsin, Arkham House, 1965.
- (en) Howard Phillips Lovecraft (édition établie par August Derleth et Donald Wandrei), Selected Letters, Vol. 2 : 1925-1929, Sauk City, Wisconsin, Arkham House, 1968.
- (en) Howard Phillips Lovecraft (édition établie par August Derleth et Donald Wandrei), Selected Letters, Vol. 3 : 1929-1931, Sauk City, Wisconsin, Arkham House, 1971.
- (en) Howard Phillips Lovecraft (édition établie par August Derleth et James Turner), Selected Letters, Vol. 4 : 1932-1934, Sauk City, Wisconsin, Arkham House, 1976.
- (en) Howard Phillips Lovecraft (édition établie par August Derleth et James Turner), Selected Letters, Vol. 5 : 1934-1937, Sauk City, Wisconsin, Arkham House, 1976.
- Howard Phillips Lovecraft (trad. Jacques Parsons, préf. Francis Lacassin), Lettres, t. I : 1914-1926, Paris, Christian Bourgois, 1978, 416 p. (présentation en ligne sur le site NooSFere)Traduction abrégée. Seul le premier tome est paru.
- Howard Phillips Lovecraft, Lettres d'Innsmouth ; suivi de Défense de Dagon par H.P. Lovecraft et de Un mari nommé H.P.L. par Sonia H. Davis ; textes réunis et traduits par Joseph Altairac ; revus par Alfu et Simon Lequeux, Amiens, Encrage, coll. « Cahier d'études lovecraftiennes », no 1, 1989, 174 p.,  (ISBN 2-906389-14-5)

#### Poésie
- (en) Howard Phillips Lovecraft (édition établie par S. T. Joshi), The Ancient Track : The Complete Poetical Works of H. P. Lovecraft, New York, Hippocampus Press, 2013, 604 p. (ISBN 978-1-61498-070-4, présentation en ligne).

#### Essais
- (en) Howard Phillips Lovecraft (édition établie par S. T. Joshi), Collected Essays, vol. 1 : Amateur Journalism, New York, Hippocampus Press, 2004, 440 p. (ISBN 0-9721644-1-3 et 0-9721644-2-1, présentation en ligne).
- (en) Howard Phillips Lovecraft (édition établie par S. T. Joshi), Collected Essays, vol. 2 : Literary Criticism, New York, Hippocampus Press, 2004, 248 p. (ISBN 0-9721644-4-8 et 0-9721644-9-9, présentation en ligne).
- (en) Howard Phillips Lovecraft (édition établie par S. T. Joshi), Collected Essays, vol. 3 : Science, New York, Hippocampus Press, 2005, 357 p. (ISBN 0-9748789-7-9 et 0-9748789-8-7, présentation en ligne).
- (en) Howard Phillips Lovecraft (édition établie par S. T. Joshi), Collected Essays, vol. 4 : Travel, New York, Hippocampus Press, 2005, 300 p. (ISBN 0-9761592-0-1 et 0-9761592-1-X, présentation en ligne).
- (en) Howard Phillips Lovecraft (édition établie par S. T. Joshi), Collected Essays, vol. 5 : Philosophy, Autobiography & Miscellany, New York, Hippocampus Press, 2006, 382 p. (ISBN 0-9761592-2-8 et 0-9761592-3-6, présentation en ligne).
- (en) Howard Phillips Lovecraft (préf. Christopher Hitchens, édition établie par S. T. Joshi), Against Religion : The Atheist Writings of H.P. Lovecraft, New York, Sporting Gentlemen, 2010, 222 p. (ISBN 978-0-578-05248-9, présentation en ligne).

## Hommages
- Depuis 2013, un cratère de la planète Mercure est nommé Lovecraft en son honneur[65].
- La ville de Québec a installé, en son honneur, une plaque "Ici vécut" au 801 avenue De Bourgainville, où il séjourna[66].

## Musique
- Claude Ballif : 1964, La musique d'Erich Zahn, pour orchestre ; d’après H. P. Lovecraft.
- Univers Zéro : 1981, La Musique d'Éric Zahn ; dans l'album Ceux Du Dehors (cependant toute la musique sombre du groupe reste fortement influencée par Lovecraft).
- Metallica : 1984, The Call of Ktulu, morceau instrumental dans l'album Ride the Lightning et 1986, The Thing That Should Not Be, chanson de l'album Master of Puppets, qui fait référence à Dagon et Le Cauchemar d'Innsmouth.
- Mekong Delta : 1988, The Music of Erich Zann, album-concept de thrash metal d'après H.P. Lovecraft.
- The Great Old Ones : les quatre albums Al Azif de 2012, Tekeli-li de 2014, EOD : A Tale of Dark Legacy de 2017 et Cosmicism de 2019 font de multiples références aux écrits de Lovecraft.
- Youenn Lerb : l'album Lovecraftian Soundscapes Vol.1 sorti en 2022 est une bande originale illustrant les nouvelles L'Appel de Cthulhu, Les Montagnes hallucinées, La Cité sans nom, Je suis d'ailleurs, Azathoth, Nyarlathotep, et Le Festival.

#### Études et essais

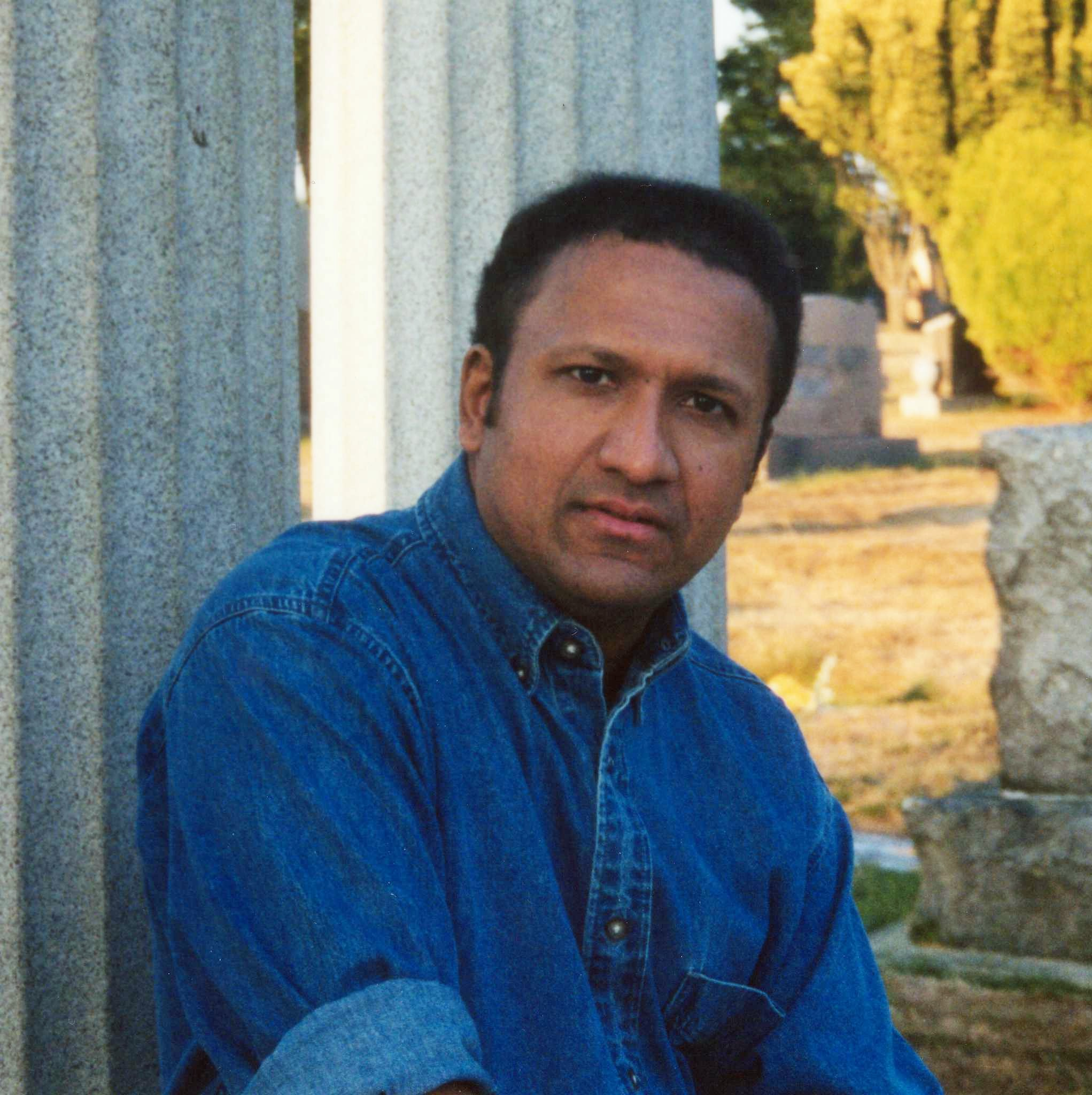
S. T. Joshi, critique littéraire et essayiste américain spécialiste de l'œuvre lovecraftienne.